# Eupithecia microleuca
Eupithecia microleuca är en fjärilsart som beskrevs av Dyar 1918. Eupithecia microleuca ingår i släktet Eupithecia och familjen mätare. Inga underarter finns listade i Catalogue of Life.